# Estoril Open 1999
Die Estoril Open 1999 sind der Name eines Tennisturniers der WTA Tour 1999 für Damen sowie eines Tennisturniers der ATP Tour 1999 für Herren, welche zeitgleich vom 3. bis zum 11. April 1999 in Oeiras stattfanden.